# Buchsgau

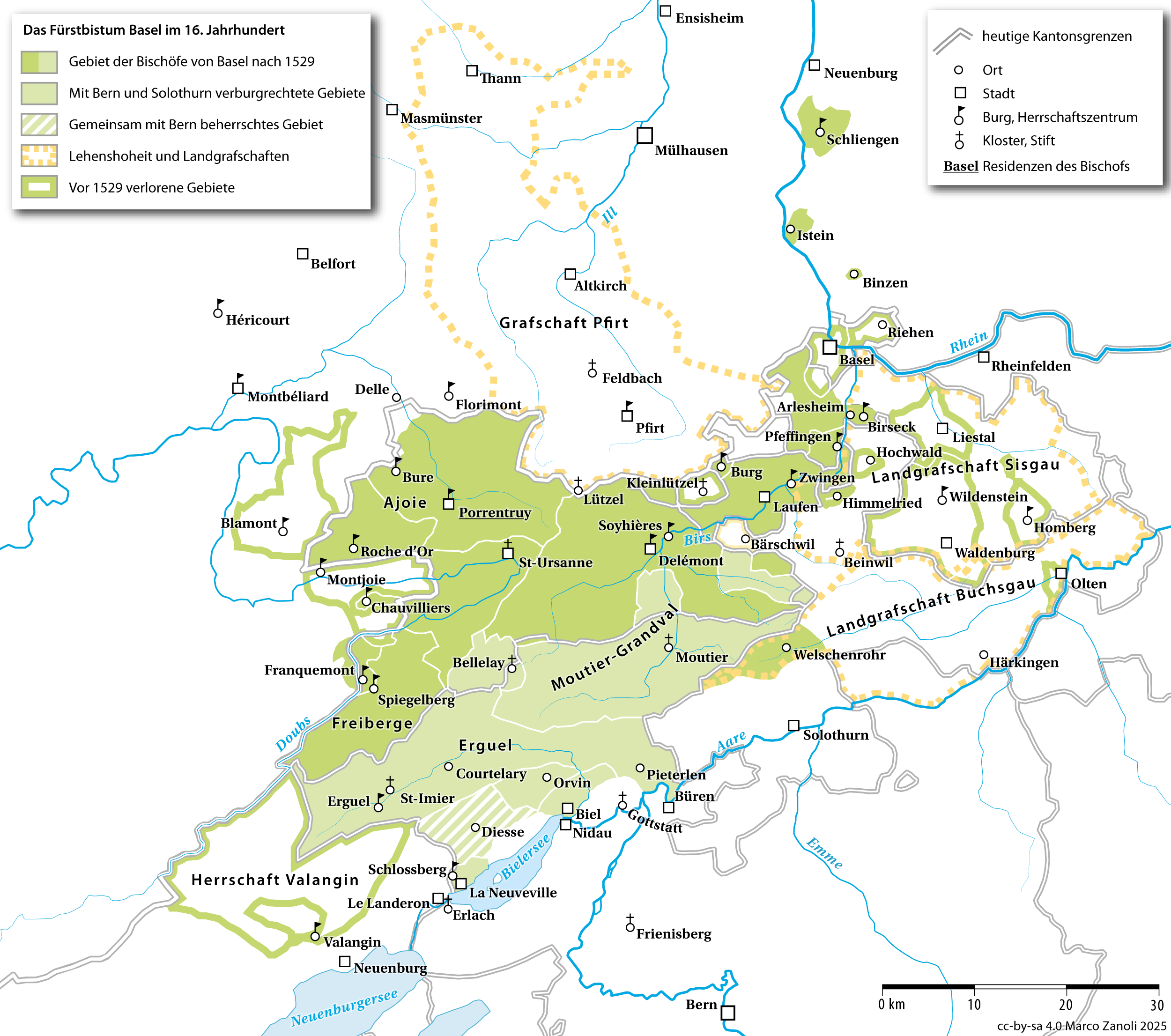
Carte de l'évêché de Bâle au XVIe siècle.

Le Buchsgau est une région historique de Suisse, du Xe au XVe siècle.

## Territoire
Le territoire du Buchsgau couvre, selon une description de 1428, l'ensemble des terres entre le massif du Jura et la jonction de l'Aar et du Rhin, de l'est de Flumenthal jusqu'à l'Erzbach à Erlinsbach, aujourd'hui territoire du canton de Soleure.

## Histoire
Citée pour la première fois en 1040 sous le nom de Buxcouue, la région est donnée en 1080 par l'empereur Henri IV du Saint-Empire à Burkhard de Fenis, évêque de Bâle. L'évêché transforme la région en bailliage qui est confié aux Frobourg jusqu'au XIVe siècle. 
En 1426, le landgraviat du Buchsgau est acheté par les villes de Soleure et Berne. Les droits sur les territoires que Soleure possédait déjà (notamment le bailliage de Falkenstein depuis 1402) lui reviennent, tandis que les droits du landgraviat sur les territoires que les deux villes gèrent en commun (ainsi que sur le bailliage extérieur de Falkenstein, déjà en mains de Soleure) sont possédés en commun. Les deux villes se partagent les territoires communs en 1463 (y compris les droits qui dépendaient du landgraviat) : les territoires en amont d'Olten reviennent à Berne, le reste à Soleure.

## Sources
- (de) Cet article est partiellement ou en totalité issu de l’article de Wikipédia en allemand intitulé « Buchsgau » (voir la liste des auteurs).